# HD 198161
HD 198161，又名CP-62 6180，SAO 254884、HR 7960，是一颗恒星，视星等为6.59，位于銀經333.32，銀緯-37.62，其B1900.0坐标为赤經20h 43m 18.1s，赤緯-62° -37.62′ 59″。